# Charlotte Alington Barnard
Charlotte Alington Barnard, coneguda amb el pseudònim de "Claribel", (Louth, Lincolnshire, 23 de desembre de 1830 - Dover, Kent, 30 de gener de 1869), fou una compositora anglesa.
Va compondre més de cent balades i cants populars que signà amb el pseudònim de Claribel, algunes de les quals com Come Back to Erin i Won't you tell me why Robin? tenen l'encant i inspiració de les cançons populars. Va escriure la lletra de la majoria de les seves composicions i publicà un volum de Thoughts, Verses, and Songs.